# Gute Zeiten, schlechte Zeiten
Gute Zeiten, schlechte Zeiten è una soap opera tedesca in onda dal 1992 e trasmessa dall'emittente televisiva RTL.

Si tratta della soap opera tedesca più longeva tra quelle attualmente in programmazione; la prima puntata fu trasmessa l'11 maggio 1992.
La serie prese spunto da una soap opera australiana intitolata The Restless Years e trasmessa dal 1977 al 1981 (soap opera che aveva avuto già un adattamento nei Paesi Bassi dal titolo corrispondente a quello tedesco, ovvero Goede tijden, slechte tijden), al cui copione tenne fede per le prime 231 puntate, prima che le vicende avessero uno sviluppo autonomo.
Tra gli attori più "longevi" della soap, figurano Lisa Riecken, Frank-Thomas Mende, Daniel Fehlow e Wolfgang Bahro.
La sigla in uso dal 2014 è una versione riarrangiata del brano Ich seh in dein Herz dei Glasperlenspiel.

## Descrizione
La soap opera è ambientata a Berlino, in un quartiere immaginario della città.
A differenza della maggior parte dei serial del genere, "Gute Zeiten, schlechte Zeiten" non è incentrata sulle vicende di ricche famiglie e si può considerare piuttosto una soap opera "giovanile".

Nelle ultime stagioni, la soap opera ha affrontato - analogamente ad un'altra soap opera tedesca di lunga data, vale a dire Verbotene Liebe  - anche tematiche LGBT.
Tra i personaggi principali della serie, figura sin dall'inizio Elisabeth Meinhart-Richter, di professione insegnante. Altri personaggi principali sono Leon Moreno, l'avvocato Jo Gerner, Katrin Flemming (moglie di Jo) e Verena Koch (fidanzata di Leon, morta in un incidente stradale), oltre ai vari componenti delle famiglie Bachmann, Höfer, Cöster, ecc.
Tra le principali "location" dove hanno luogo le vicende, oltre agli appartamenti delle varie famiglie, vi è il bar "Mokka", che dopo un incendio è stato distrutto, ed è sostituito attualmente dal locale di Leon il "Mauerwerk" e il "Vereinsheim" nuovo bar gestito da Pia, Tuner, Dominik e Emely.

## Dati d'ascolto
Per quanto riguarda i dati di ascolto, la soap in Germania è passata da una media di 1.900.000 telespettatori delle prime puntate al record di oltre 7.000.000 di telespettatori per la trasmissione della puntata nr. 2.500.

In Germania, la soap, trasmessa in fascia preserale, è quotidianamente quasi sempre il programma più visto dalle persone tra i 14 e i 49 anni.